# Myrtle Anderson
Myrtle Anderson (Kingston, 26 maggio 1907 – Los Angeles, 5 ottobre 1978) è stata un'attrice statunitense.

## Biografia
Nacque a Kingston, in Giamaica. Più tardi, all'età di cinque anni, si trasferì a Manhattan con la madre e la sorella.
Durante la Seconda guerra mondiale servi nel WAC.

## Filmografia parziale
- Verdi pascoli (The Green Pastures), regia di Marc Connely e William Keighley (1936)
- I dimenticati (Sullivan's Travels), regia di Preston Sturges (1941)